# 泰文浩
泰文浩 （英語：Michael Twyman, 1934年—）是雷丁大學文字設計及圖像傳播學系榮譽教授。

## 生平
他於1959年加入大學工作。他於1968年創立的字體排印及圖像傳播本科生課程，後於1974年獲昇格為文字設計及圖像傳播學系。該學系都被公認為全球設計教育界中自成一派，提倡結合實踐、設計理論和設計史，及大量卓越的文獻與印刷收藏，提供獨樹一幟的設計教育:「為閱讀設計」（Design for reading）。 他於1998年從全職教學退休後，仍熱衷教育，為研究生講授世界各種文獻與印刷收藏，其中包括戚浩揚（Jan Tschichold）一生中大部分作品。他亦擔任短期印刷品研究（Ephemera Studies）中心總監。
他曾在美國維珍尼亞州、法國里昂、新西蘭惠靈頓和澳洲墨爾本的珍本書學院擔任客座教師。 多年來，他一直擔任印藝歷史學會副主席，並於2016年成功接替阿薩布里格斯擔任短期印刷品學會主席。
泰氏關於印刷歷史和短期印刷品的研究，尤以石版印刷術，經常被引用。 此外，他亦以其關於圖形語言理論的著作而聞名。 他還完成並編輯了Maurice Rickards的《短期印刷品百科全書》（倫敦：大英圖書館，2000年）。他亦是印藝歷史學會的早期成員，並編輯其期刊。
1983年，他因短期印刷品研究傑出貢獻而榮獲塞缪尔·皮普斯獎章，2014年榮獲米沙黑爵士獎，並被授予獎章獲得者獎。

## 來源
- Staff pages of the Department of Typography & Graphic Communication Accessed April 13, 2007.
- Interview with Michael Twyman at www.letterspace.com （页面存档备份，存于） Accessed April 13, 2007.
- WorldCat 聯合目錄中泰文浩的著作或與之相關的著作
- "Michael Twyman: a checklist of the published writings", Bulletin 45, Summer 1998, Printing Historical Society, pp 7–9.
- "Supplement to the checklist of Michael Twyman's published writings, 1996–1998", Journal of the Printing Historical Society, new series number 17, 2011, pp 49–51.